# Spermophilus
Spermophilus är ett släkte i ekorrfamiljen. 
Släktet har ursprungligen omfattat många fler medlemmar än idag, och varit synonymt med sislar, men efter DNA-studier som visat att arterna i detta släkte var parafyletiska med avseende på präriehundar, släktet Ammospermophilus och murmeldjur, har det delats upp i flera släkten. De kvarvarande arterna finns alla i Eurasien.

## Ingående arter
- Spermophilus alashanicus
- Spermophilus brevicauda
- Spermophilus citellus
- Spermophilus dauricus
- Spermophilus erythrogenys
- Spermophilus fulvus
- Spermophilus major
- Spermophilus musicus
- Spermophilus pallidicauda
- Spermophilus pygmaeus
- Spermophilus ralli
- Spermophilus relictus
- Spermophilus suslicus
- Spermophilus xanthoprymnus[1]